# 中ソ国境紛争
中ソ国境紛争（ちゅうそこっきょうふんそう、中国語: 中苏边界冲突、ロシア語: Пограничный конфликт на острове Даманском）は、1969年に勃発した中華人民共和国（中国）とソビエト連邦（ソ連）の領土問題が軍事衝突に発展した戦争である。
当時、中国とソ連は合わせて7,000kmに亘って国境を接していたが、詳細な国境線は策定されず、両国の間には微妙な主張の食い違いや領土問題が存在していた。しかし当時は冷戦の真っ最中でもあり、中国とソ連は同じ社会主義国として友好的な関係にあったためそのような問題があまり表面化するような事は無かった。ところが、1950年代から両国は社会主義内の思想の違いによって対立するようになり、その中ソ対立が表面化すると同時に以前はあまり問題とされていなかった領土問題も表面化し始め、1960年代には国境紛争も発生するようになった。
1962年4月にはソ連との国境に近い中国の新疆ウイグル自治区で住民がソ連側に侵入し、逃亡するという事件が発生。また少数民族の暴動も発生し、中国側はこれはソ連側の陰謀によるものだとして批判した。また同じ頃中国では文化大革命が始まり、これも中ソ関係悪化の要因となった。
中ソ国境となっていたウスリー川の珍宝島は従来島の真ん中に国境線が引かれていたが、事実上全域がソ連に占領されていた。それに対して中国は1969年3月2日に中国軍を出動させて待ち伏せ攻撃を決行し、ソ連軍の32人を戦死させた。そしてソ連側も3月25日に反撃を行い中国軍は68人が戦死、ソ連軍は58人が戦死した。
また同年5月以降も軍事衝突は続き、戦争はアムール川や新疆ウイグル自治区などにも拡大し、8月にはソ連軍がヘリコプターや戦車、装甲車なども投入して大規模な軍事衝突に発展した。

## 背景
こうした中ソ間の国境紛争は、アイグン条約や北京条約など、19世紀にロシア帝国が清から外満洲（北満州）の割譲を受けていた時代に作られた条約に、河川上の国境画定に関して不備な部分が多いことが原因だった。
このため、かねてより中央アジアから極東に至る中ソ国境各地に帰属の不明な部分が多く、中ソ間の見解は一致しておらず、中華民国の時代だけでなく、満洲国においても乾岔子島事件や張鼓峰事件などの紛争が続いていた（日ソ国境紛争）。
冷戦で同じ東側陣営の中華人民共和国でも帝国主義の時代に不当に領土が奪われたという被害者意識が続き、ソ連側には人口の多い中国に対する恐怖もあった。
さらに1950年代後半のニキータ・フルシチョフ首相によるスターリン批判以降、ソ連と中国の間では関係が悪化の一途を辿っていた。
中ソ対立により両国間の政治路線の違い・領土論争をめぐって緊張が高まり、1960年代末には4,380kmの長さの国境線の両側に、658,000人のソ連軍部隊と814,000人の中国軍部隊が対峙する事態になった。北京のソ連大使館に対する紅衛兵の襲撃や、国境地帯での発砲事件など両国の小規模な衝突は度々起きていたものの、本格的な軍事衝突は起きないままでいた。
毛沢東はソ連との戦争を引き起こすことで近世以来のロシアの「南下政策」を牽制し、かつ中国国内や世界、特にアメリカに「中国はソ連の属国ではない」とアピールする狙いもあったとされる。

## 開戦と停戦
1969年3月2日、極東のウスリー川の中州・ダマンスキー島（珍宝島）でソ連の国境警備隊と中国軍による衝突が起こった。
これに関しては双方とも「先に相手が攻撃を仕掛けた」と主張していた。しかし、中国の歴史家のほとんどは中国側が奇襲を計画したことを認めている。
中国側資料によると、ソ連は上級将校を含む58人の死者と94人の負傷者を出した。中国の損失は29人が死亡したとされる。ソ連側の資料によれば、中国軍の死者は248人以上に及び、ソ連の国境警備兵は32人が殺され、14人が負傷したとされる。なお、この際に1輌のT-62が中国側に鹵獲され（中国人民革命軍事博物館で展示されている）、国産戦車である69式戦車の開発に役立てられた。
7月8日には中ソ両軍が黒竜江省同江県に属する黒竜江（アムール川）の中州・八岔島（ゴルジンスキー島）で交戦し、8月13日には新疆ウイグル自治区タルバガタイ（塔城）地区チャガントカイ（裕民）県の鉄列克提（テレクチ）でも武力衝突が起きるなど、極東及び中央アジアでの更なる交戦の後、両軍は最悪の事態に備え核兵器使用の準備を開始した。
こうした最中、1969年9月に北ベトナムのホー・チ・ミン国家主席が死去し、ソ連のアレクセイ・コスイギン首相はハノイでの葬儀に列席した後、北京に立ち寄り中国の周恩来首相と会談して政治解決の道を探り、軍事的緊張は緩和された。
国境問題は先延ばしされたが、最終的な解決には至らず両国とも国境の兵力配置を続けた。

## 米中の国交樹立
東西冷戦と文化大革命の真っ只中に起きたこの戦争を機に、ソ連と中国の関係は決定的に悪化した。そのため、中国は水面下で、同様にソ連と対立していた米国に急接近を図った。
一方のアメリカ側もベトナム戦争から手を引くために、かつては朝鮮戦争で敵国であった中国との接近を図り、1972年にはリチャード・ニクソン大統領の中国訪問が起きて友好国となった。
その後、ジミー・カーター政権下の1979年1月1日を以って、両国は国交を結んだ。
なお、これに伴いアメリカと蔣介石率いる中華民国の国交は断絶されることになった。

## 解決への交渉

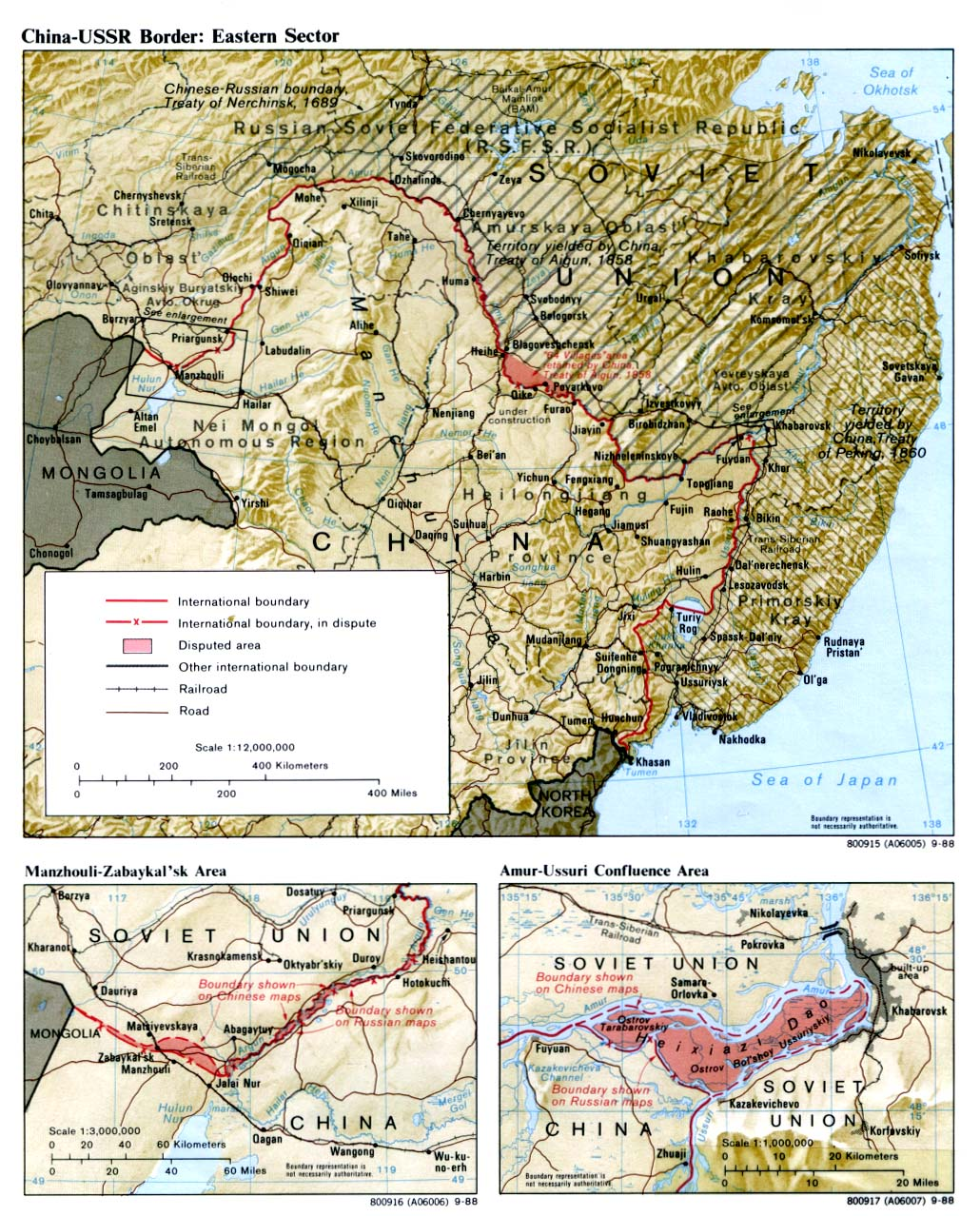
中露間の係争地域

両国の国境画定への協議や交渉は、1970年代も続けられたが、ソ連を敵とみなし中ソ外交で国境問題を最優先する中国側は有効な成果を得る事ができなかった。
1980年代後半、中ソは国境問題を両国関係の最優先課題から外して国境交渉を密かに再開し、1989年にミハイル・ゴルバチョフ書記長が訪中して中ソ国交が正常化した時期にようやく全面的な国境見直しが始まった。

### 1991年と1994年の合意
ソ連崩壊の直前の1991年5月16日、中ソ国境協定（中露東部国境協定）が結ばれ、極東の大部分の国境が画定し1992年に批准された。
特に、それまで双方が管理下にあると主張して争ってきた珍宝島（ダマンスキー島）に関し、島が中国に帰属することが合意された。
ソ連崩壊後、ロシアは交渉を引き継ぎ、1994年には中央アジア部分に関する中露国境協定（中露西部国境協定）が結ばれ、1995年10月17日に批准された。
中露国境の西部の未確定部分54kmが画定し、中央アジア部分の国境問題は全て解決した。ソ連から独立した中央アジア諸国と中国との国境協定も個別に結ばれた。

### 2004年の合意、国境画定へ
残る未確定地域（総面積：375平方キロ）は、1991年の中露東部国境協定で棚上げにされたアルグン川の島（ボリショイ島、中国語名：阿巴該図島（アバガイト島））と、アムール川とウスリー川の合流点の2つの島（タラバーロフ島（中国語名：銀龍島）と大ウスリー島（中国語名：黒瞎子島、ヘイシャーズ島））であり、合意は困難とされていた。
これら3つの島に関する協議も粘り強く進められ、ウラジーミル・プーチン大統領と胡錦濤国家主席両首脳による政治決着で、2004年10月14日に最終的な中露国境協定（中露東部国境補充協定）が結ばれた。
この協定では、アムール・ウスリー合流点部分では、係争地を二等分するように分割線を引き、タラバーロフ島の全域と大ウスリー島の西半分は中国に、大ウスリー島の東部のハバロフスク市に面する部分はロシアに帰属することとなった。また内モンゴル自治区側のアバガイト島は中露両国に二等分されることとなった。
中国の全国人民代表大会の常務委員会は2005年4月27日に批准、ロシア連邦議会の国家院（下院）も続いて2005年5月20日に批准した。
批准書の交換は2005年6月2日に完了し、ロシアのセルゲイ・ラブロフ外相と中国の李肇星外相が署名を行った。
ロシアと中国は、これを以って2国間における全ての国境問題は解決したと発表した。
2008年7月21日、中国の楊潔篪外相とロシアのラヴロフ外相が北京で東部国境画定に関する議定書に署名し、中露国境は全て画定した。
同年10月14日、同議定書は正式に発効しこれを以って中露国境線は正式に確定した。

## 関連地図・座標
- File:China_USSR_E_88.jpg 中ソ国境（東部）
- 珍宝島（ダマンスキー島）

北緯46度29分8秒 東経133度50分40秒 / 北緯46.48556度 東経133.84444度
- File:Heixiazidao004.PNG 黒瞎子島（大ウスリー島）・銀龍島（タラバーロフ島）

北緯48度21分32.35秒 東経134度48分3.14秒 / 北緯48.3589861度 東経134.8008722度
- 阿巴該図島（アバガイト島）

北緯53度19分51.79秒 東経121度28分7.34秒 / 北緯53.3310528度 東経121.4687056度